# Shiroka

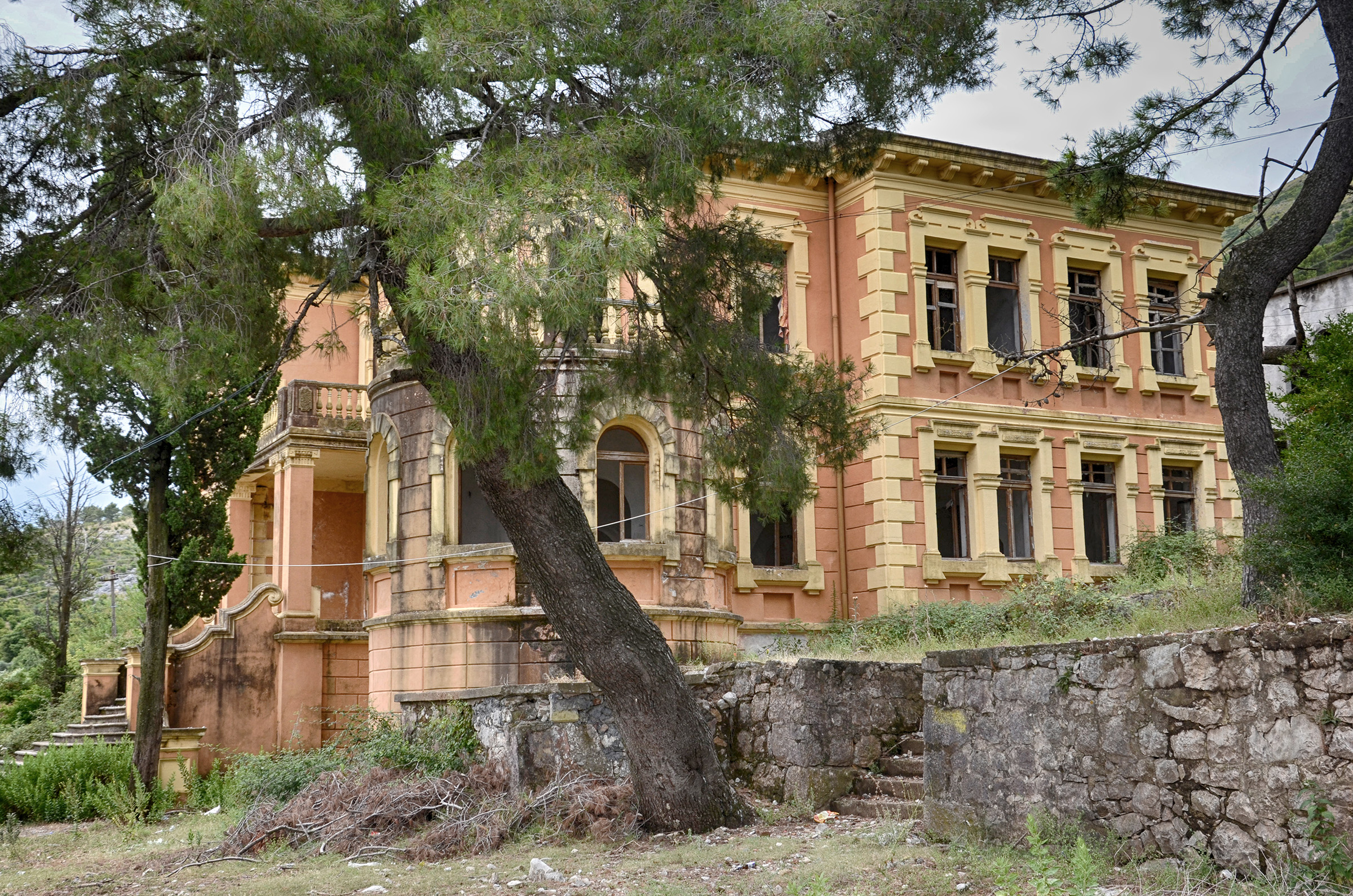
A Zogu-villa

Shiroka falu Albánia északnyugati részén, Shkodra nyugati településrésze a városközponttól légvonalban 5, közúton 7 kilométerre nyugat-délnyugati irányban, a Shkodrai-tó déli partján, a Tarabosh-hegység 658 méter magas csúcsa, a Golish-hegy (Maja e Golishit) északi lábánál, 70 méteres tengerszint feletti magasságban. Shkodrával a Buna folyó hídján áthaladó műút köti össze. Az egykori halászfalu napjainkban tóparti üdülőterület.

## Története
A terület a vaskor idején már lakott volt, amit az innen előkerült i. e. 7–5. századi bronzcsatok bizonyítanak. A 20. századig Shiroka kis halászfalu volt, üdülőterületté válásának első lépéseként a két világháború közötti időszakban I. Zogu albán király számára nyári villa épült a faluban. A 20. század második felében tóparti üdülőhellyé fejlesztették, amire a Shkodrai-tó sáros-iszapos keleti partvidékével szemben köves partja tette alkalmassá Shirokát. Strandokat alakítottak ki, szálláshelyek és éttermek nyíltak, az egykori Zogu-villa pedig az ország egyik legnevezetesebb úttörőtábora lett.

## Nevezetességei
Shiroka napjainkban is a shkodraiak kedvelt fürdő- és pihenőhelye, amely ráadásul gyógyhatású mikroklímájával is vonzza a látogatókat. Egészen Zogajig strandok, tóparti haléttermek és szálláshelyek sorakoznak a tó mentén. A Buna-hídnál kisebb hajóállomás található, ahonnan magasvíz idején sétahajók indulnak a tó vizére, de a montenegrói Virpazarba is indulnak járatok.
A falu fő építészeti emléke I. Zogu albán király nyári villája.
Shiroka nevezetes szülöttei Filip Noga (1867–1917) politikus, a nemzeti függetlenségi küzdelmek alakja, valamint Anton Harapi (1888–1946) ferences szerzetes, politikus, publicista, író.